# Edge Hill (kulle i Antarktis)
Edge Hill är en kulle i Antarktis. Den ligger i Västantarktis. Argentina, Chile och Storbritannien gör anspråk på området. Toppen på Edge Hill är 99 meter över havet.
Terrängen runt Edge Hill är kuperad österut, men åt sydväst är den platt. Havet är nära Edge Hill västerut. Trakten är glest befolkad. Närmaste befolkade plats är Vernadsky Station, 8,6 kilometer väster om Edge Hill. 